# Sante Bartolai
Sante Bartolai (Highland Park, 1º aprile 1917 – Savoniero, 1979) è stato un partigiano e presbitero statunitense naturalizzato italiano.

## Biografia
Cittadino americano nato in Illinois da genitori originari di Sant'Annapelago si trasferisce bambino in Italia con la famiglia. Ordinato sacerdote il 1º maggio 1942, è subito nominato curato di Palagano e responsabile dell'Azione Cattolica Italiana per i giovani dei paesi della valle destra del Dragone.
Avverso al fascismo fin dalla promulgazione delle leggi razziali, organizza attivamente e sostiene le prime bande partigiane di autodifesa nella Valle del Dragone.
Coinvolto negli scontri del 9 marzo nei pressi di Savoniero tra militi fascisti e la banda di Nello Pini, don Sante Bartolai sceglie di rimanere ad assistere i militi feriti evitandogli la fucilazione da parte dei partigiani vittoriosi. A Montefiorino don Sante viene arrestato, picchiato e tradotto a Modena per essere poi trasferito a Fossoli e da lì a Mauthausen.
Al campo di concentramento, pur fortemente debilitato, sopravvive e viene liberato dall'arrivo degli americani il 5 maggio 1945. Dopo la guerra è nominato parroco di Savoniero e lì rimane fino alla morte avvenuta nel 1979. La sua esperienza è raccontata nel libro autobiografico Da Fossoli a Mauthausen.
Il 19 marzo 2014, 70º anniversario della strage di Monchio, è stato a lui dedicato il parco del paese di Savoniero.

## Opere
- Da Fossoli a Mauthausen, Istituto Storico della Resistenza, Modena (1966)